# Windawa (miasto)
Windawa (łot. Ventspils, niem. Windau, ros. Вентспилс, dawniej Винда́ва) – miasto na Łotwie, miasto wydzielone, położone nad Morzem Bałtyckim, u ujścia rzeki Windawy (Venty), w zachodniej części Kurlandii, duży niezamarzający port przeładunkowy (głównie paliwa i surowce mineralne z Rosji) oraz pasażerski (połączenia z Lubeką, Rostockiem, Karlshamn, Nynäshamn oraz wyspą Saaremaa), posiada port lotniczy, ośrodek akademicki, turystyczny i sportowy (łotewskie centrum olimpijskie, klub piłkarski FK Ventspils i klub koszykarski BK Ventspils).

## Historia
Miasto zostało po raz pierwszy wspomniane w kronikach w 1290 roku. Windawa została założona przez inflancką gałąź zakonu krzyżackiego, władającą w XIV wieku ziemiami obecnej Łotwy. Bracia zakonni wybudowali u ujścia rzeki Windawy zamek, wokół którego rozwinęła się osada handlowa. W 1378 otrzymała ona prawa miejskie, była również członkiem Hanzy. Już w tym czasie powstał tutaj ważny port. Od 1561 Windawa należała do Księstwa Kurlandii i Semigalii, lenna Rzeczypospolitej. W 1659 została zdobyta przez Szwedów pod dowództwem Douglasa. W 1795 włączona do Cesarstwa Rosyjskiego. Od XIX wieku ważny ośrodek kultury łotewskiej. Do 1914 ważny ośrodek eksportu zboża, lnu i drewna. 
W 1905 r., podczas rewolucji, która ogarnęła też ziemie łotewskie, w Windawie doszło do protestów robotniczych, a rewolucjoniści na pewien czas przejęli faktyczną kontrolę nad miastem.
Podczas I wojny światowej (wrzesień 1914) windawska latarnia morska stała się celem ataku niemieckiej marynarki wojennej. Windawa znalazła się pod okupacją niemiecką w 1915. 30 stycznia 1919 r. w mieście wybuchło powstanie zorganizowane przez miejscowych  bolszewików, natomiast dzień później wkroczyła do niego Armia Czerwona, prowadząca od grudnia ofensywę na ziemiach łotewskich. Już 24 lutego Windawę odbiła z rąk bolszewików Bałtycka Landeswehra. W czerwcu tegoż roku Windawa została wyzwolona przez oddziały łotewskie. W 1921 liczyła 7200 mieszkańców. Jesienią 1939 ZSRR wymusił na Łotwie pozwolenie na utworzenie baz wojskowych w szeregu miast, w tym i w Windawie. Okupowana przez wojska sowieckie w czerwcu 1940, 29 czerwca 1941, po bombardowaniu przez Luftwaffe zajęta przez Niemców. 
Podczas okupacji hitlerowskiej, w lipcu roku Niemcy utworzyli getto dla żydowskich mieszkańców. Przebywało w nim około 1000 osób. W sierpniu 1941 roku Niemcy ostatecznie zlikwidowali getto, a Żydów zamordowano w lesie przy drodze do Kuldiga. Sprawcami zbrodni byli Łotysze z Rygi  z tzw. komando Arajsa oraz kompania miejscowej „samoobrony”. 
Do ponownej okupacji sowieckiej w 1945 miasto było ośrodkiem masowych ucieczek przez Bałtyk ludności łotewskiej do Szwecji. Obecnie posiada najwyższy w kraju PKB na jednego mieszkańca i najniższy wskaźnik bezrobocia.
W 1989 r. powstał w Windawie oddział Związku Polaków na Łotwie. 
W 2004 do Windawy przybyli ojcowie paulini, którzy przejęli rzymskokatolicka parafię pw. Podwyższenia Krzyża oraz rozpoczęli budowę klasztoru i sanktuarium Matki Bożej. 

## Turystyka

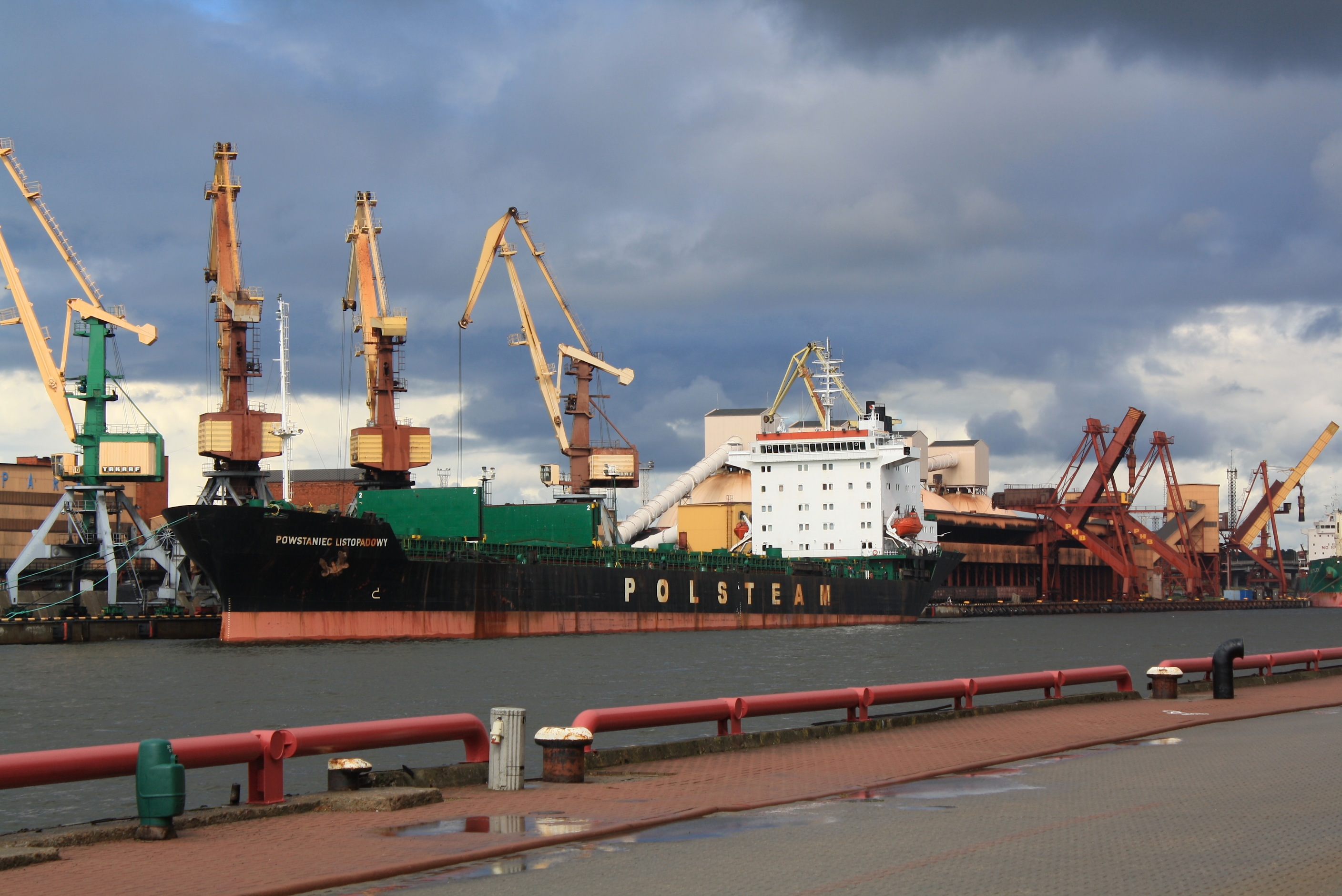
„Powstaniec Listopadowy” zacumowany w porcie w Windawie

W Windawie zachował się zamek krzyżaków z końca XIII wieku z bezcennymi malowidłami ściennymi. Mieści się tam muzeum historii miasta. Stare miasto ma charakter zabudowy niskiej, w większości drewnianej. Typowo miejski charakter posiada ulica Tirgus. W parku Jūrmala znajduje się otwarte muzeum kotwic oraz kursuje kolejka wąskotorowa. Przy Jūras iela (ul. Morska) znajduje się klasycystyczny kościół katolicki pw. Krzyża Świętego z zabytkowym wyposażeniem wnętrza. Natomiast przy Tirgus laukums (pl. Targowy) stoi klasycystyczny kościół luterański pw. Świętego Mikołaja. Warta zobaczenia jest również promenada Ostgals oraz skansen. Plaża w Windawie posiada od 1999 Błękitną Flagę. Dla zwiedzających udostępnione jest południowe molo przy wejściu do portu.
Niecałe 30 km na północny wschód od centrum miasta znajduje się Międzynarodowe Centrum Radioastronomii w Windawie VIRAC (Ventspils Starptautiskais Radioastronomijas Centrs), zamontowane tam w okresie sowieckim. Do 1994 istnienie tych instalacji było trzymane w ścisłej tajemnicy.

## Ludzie
- Teodors Grīnbergs – łotewski duchowny i polityk, dyrektor gimnazjum w Windawie w latach 1919–1932
- Franciszek Szystowski – polski wojskowy, pułkownik kawalerii Wojska Polskiego, urodzony w Windawie

## Miasta partnerskie
- Lorient
- Stralsund
- Västervik